# マフィアIII
『Mafia III』（マフィア スリー）は、2016年10月27日に2K Gamesより発売されたコンピュータゲームソフト。開発は2Kの新スタジオ「Hanger 13」。対応ハードはPlayStation 4、Xbox One、Microsoft Windows。マフィアを題材にしたオープンワールドのアクション・アドベンチャーゲーム「マフィアシリーズ」の第3弾。

## 概要
マフィアシリーズの作品だが、過去の作品がイタリアンマフィアを主人公にしていたのに対し、本作では1968年のアメリカで、マフィアに仲間を殺された黒人の青年が主人公になっている。舞台となるのはニューオリンズをモチーフにした架空の街「ニューボルドー」で、マフィアのマルカーノファミリーによって支配されている。この時代の雰囲気を再現するため、音楽はローリング・ストーンズやジョニー・キャッシュなどの曲を100曲以上も収録している。
人種差別や犯罪といった1960年代のアメリカの矛盾を描いている。
ゲームは2010年代に制作されたリンカーンの犯罪を解説するドキュメンタリー番組の体裁をとられており、ストーリーの節目には現代の犯罪研究家や、年老いたジェームズ神父等のインタビュー映像が挿入される。
2020年に前々作のフルリメイク版『マフィア コンプリート・エディション』、前作のHDリマスター版『マフィア2 コンプリート・エディション』を加えたシリーズ3作品セット『マフィア トリロジー・パック』が発売されたのに伴い、ダウンロード販売が通常版で有料だったダウンロードコンテンツがセットになった『マフィアIII コンプリート・エディション』に切り替わり、通常版の購入者も全てのダウンロードコンテンツが無料で導入できるようになった。

## ゲームシステム
- 自動車の窃盗、殺人、傷害等の犯罪を犯した場面を市民に目撃されると警察に通報される。通報する前に目撃者を倒すことで回避が可能。
- 上記と同じく敵対マフィアとの銃撃戦でも増援を要請する者を殺害すれば増援を呼ばれずに済む。

## ストーリー
黒人と白人の間に生まれたハーフの青年リンカーン・クレイは孤児だった。彼は家族について憧れを持っており、サミー・ロビンソン率いる黒人犯罪組織をファミリーとしていた。しかし、イタリアン・マフィアのマルカーノファミリーの裏切りで黒人犯罪組織はリンカーン以外皆殺しにされてしまう。
リンカーンはマルカーノファミリーに復讐するため、新たにリンカーン・ファミリーを立ち上げる。マルカーノへの復讐を誓う3人のギャング「ヴィト・スカレッタ」、「カサンドラ」、「トーマス・バーク」を仲間に迎え、リンカーンの復讐が始まる。

## 登場人物

### 主人公・主要人物
リンカーン・クレイ
本作の主人公。23歳(1968年の時点)。黒人と白人のハーフで、ジェームズ神父によると父親がイタリア系で母親がドミニカ系であることが語られている。落ち着いた性格で抜群の行動力を持つが、時折マルカーノ・ファミリーの悪事に激昂することもある。「敵味方を問わず女は殺さない」という信条を持つ。ベトナム戦争では第5特殊部隊グループに所属しており、ドノヴァン率いる南ベトナム軍事援助司令部のSOGで特殊作戦に従軍していた経験がある。サル・マルカーノによる裏切りでサミーとエリス、ダニーを目の前で殺害され自身も頭部を撃たれるが、弾丸が頭蓋骨を損傷させる事なく逸れていた事とジョルジがリンカーンの死亡を確認しなかった事で奇跡的に一命を取りとめ、火事の中、ジェームズ神父に救われる。ジェームズ神父と駆けつけたドノヴァンの治療により、右こめかみから後頭部にかけて深く抉れた傷痕を残す以外に目立った後遺症もなく、意識が戻った後にマルカーノ・ファミリーに復讐すべく、ベトナム戦争時の戦友ドノヴァンと共にマルカーノ・ファミリーに敵意を抱く者を集め、自ら新しいリンカーン・ファミリーを立ち上げる。後に関係者らによるドキュメンタリーが記録される程の名を残す事となる。
ジョン・ドノヴァン
ベトナム戦争時のリンカーンの友人。CIAの人間でリンカーンに協力する。飄々として裏表のない性格だが、盗聴や情報収集など高い調査能力を持つ。かなり強烈な反共主義者であり、街中に共産主義を礼賛する内容のポスターがあれば激昂しながら剥がすほどである。本作における狂言回しの一人。実は戦友としてだけでなく、別の理由でリンカーンの復讐に手を貸していた事がエンディングで明らかとなる。
追加コンテンツでは、因縁のある元CIAの裏切り者の計画を阻止すべく、リンカーンと共に銃を手に行動する。
ジェームズ・バラード神父
リンカーンの養子縁組の叔父であり、理解者。聖ジェロームのカトリック教会で神父を務めている。サミーと黒人組織と親睦が深い。本作における狂言回しの一人。
リンカーンがマルカーノ・ファミリーへの復讐に取り憑かれている事に複雑な感情を抱いおり、エンディングによってはリンカーンと絶縁関係となってしまうか、凶行を止めるために究極の行動に出てしまう。
追加コンテンツではリンカーンと共にカルト教団との因縁に巻き込まれる事となる。

### 協力者
ヴィト・スカレッタ
前作『Mafia 2』の主人公。43歳(1968年の時点)。シチリア出身で4歳の時にアメリカへ移り住む。フルネームはヴィットリオ・アントニオ・スカレッタ。かつてはエンパイア・ベイに在住・活動していたが、レオとコミッションの計らいによりニューボルドーのリバー・ロウへ移った。現地ではイタリアンギャングのリーダーを務める一方、イタリアンレストラン「Benny's Ristorante」を経営しており、このレストランの上階には自身のアパートとオフィスがある。レストラン経営の傍らマルカーノ・ファミリーの仕事を手伝っていたが、途中でマルカーノに裏切られたことで死にかけたところをリンカーンに助けられ、共通の敵マルカーノ・ファミリーを潰すべく同盟を結ぶ。1967年3月7日から6月14日まで、エンパイア・ベイに在住していたレオへ暗号化されたポストカードを送り、情報の伝達を行っていた。『Mafia 2』の時点ではレオ・ガランテを尊敬していたものの、ニュー・ボルドーへ移ってから17年後の現在は見解が変わり、物語の途中でリンカーンと会話する際に「腰抜け」と吐き捨てている(レオとコミッションの指示で仕事を手伝っていたマルカーノ・ファミリーに裏切られたことでレオを信頼できなくなったため)。本作では前作以上に義理堅い性格が表れている。
エンディング次第ではマルカーノ・ファミリーにとって変わりニューボルドーを支配する。
リンカーンの所持金や自身を含む各組織の上納金の回収係や武装した数人のヒットマンを加勢に向かわせるなどの支援が受けられる。
カサンドラ
ハイチ系のギャングのリーダー。ブードゥー・クィーンの異名を持つ。物語序盤ではサミーの組織と争っており、そのせいでリンカーンに強襲されるが影武者を用意していた事で難を逃れる。後に共通の敵であるイタリアンマフィアを打倒すべく、リンカーンと同盟を結ぶ事となる。デルレイ・ホロウでブードゥーショップを営んでおり、この店から手下に指示を出している。
各種銃火器や爆薬、メディキットやボディアーマーを取り扱う武器商人や一時的に電話回線をシャットアウトし市民や見張り番のマフィアからの通報を妨害する支援が受けられる
トーマス・バーク
アイルランド系ギャングのリーダー。54歳(1968年の時点)。ポワント・ベルダンで鉄工場「Burke's Iron & Metal」を運営している。口ひげを蓄えている。マルカーノに息子のダニーを殺された上シマを奪われる等面目を潰されたことでマルカーノ・ファミリーに復讐を誓い、リンカーンと同盟を結ぶ。IRAと繋がっていて爆弾の技術に秀でる。粗暴な性格だが、ダニーの死を思い出して涙したりニッキーを気にかけたりするなど、父親らしい側面もある。
リンカーンの元に指定された車両を運んだり警察を一定時間買収し捜査を妨害するなどの支援を受けられる。

### 主人公の関係者
サミー・ロビンソン
酒場「Sammy's Bar」のオーナーで、デルレイ・ホローの黒人犯罪組織のボス。49歳(1968年の時点)。リンカーンにとっては父親のような存在。サル・マルカーノとはビジネスパートナーだがゲーム開始時の時点では多額の金を借りている。「仕事」が成功裏に終わり、サルとジョルジが仕事の分け前と、借金の返済金を受け取るためにSammy's Barを訪ねた時に裏切られ、サルにより真っ先に殺害される。
エリス・ロビンソン
サミーの息子。22歳(1968年の時点)。12歳の時に孤児だったリンカーンと出会い、サミーの組織に誘って連れて行った。リンカーンにとっては弟のような存在。物語の途中でサミー共々殺害される。
ダニー・バーク
トーマス・バークの息子で、ニッキー・バークの弟。28歳(1968年の時点)。アイルランド系ギャングの幹部。リンカーンの友人で仕事仲間でもある。自動車好きでレーシングチーム「Pointe Verdun Race Club」へ加入し、レースに参加している。マルカーノ・ファミリーとリンカーンと共に仕事を終えて「Sammy's Bar」へ行った際、ジョルジに殺害される。
ニッキー・バーク
トーマス・バークの娘で、ダニー・バークの姉。28歳(1968年の時点)。自身が同性愛者であることをストーリーの途中でカミングアウトする。弟のダニーが死んでからは父トーマスとの関係は悪化していたが、物語が進むにつれて父に対する考えが変化し、もし父トーマスの身に何かが遭った場合は自分がアイルランドギャングのボスの座を継ぐことを決意する。

### 敵対者
サル・マルカーノ
マルカーノ・ファミリーの首領。56歳(1968年の時点)。フルネームはサルヴァトーレ・マルカーノ。マフィアの世界から足を洗うためにニューボルドーへ巨大カジノビルを建設し、その経営に回ることで堅気になろうと画策している。また、ジョルジに「カジノ建設後は自らと共に経営を行う」、「嫁を見つけて結婚し孫の顔を見せて欲しい」と望んでいる。
ジョルジ・マルカーノ
サルの息子でリンカーンらの数少ない白人の友人であったが共に大仕事を終えたリンカーンらを裏切ってリンカーンの頭を撃ち、トーマス・バークの息子であるダニーも殺害した。サルの指示には従っているがマフィア稼業から足を洗う事に関してはあまり乗り気ではない。
ルー・マルカーノ
サル・マルカーノの兄でマルカーノ・ファミリーの幹部でフランス街地区を支配している。59歳(1968年の時点)。肥満体。他者に自身のことをアンクル・ルーと呼ぶよう強要している。
トミー・マルカーノ
サル・マルカーノの弟でマルカーノ・ファミリーの幹部でサウスダウン地区を支配している。44歳(1968年の時点)。過去にサルの勧めで大学へ進学して学位を取得して真っ当な職業に就くよう助言されたが、拒否して自分もファミリーに加わる事を望んだ。なお、サルはトミーの考えに同意した。1968年現在はサウスダウン地区でボクシングジム「アケイディア・ボクシングジム」を運営している。
オリヴィア・マルカーノ
ルシオ・マルカーノの妻でマルカーノ・ファミリーの幹部で亡くなったルシオの代わりにフリスコ・フィールズ地区を支配している。ファミリー内では唯一の女幹部で厚化粧。南部出身の名士の令嬢で、マルカーノとは血縁ではない。取り巻きや金持ちと一緒にいることが多い。
ルシオ・マルカーノ
ジョルジ・マルカーノの伯父でオリヴィアの夫で故人。元々はフリスコ・フィールズ地区を支配していた。
トニー・デラツィオ
マルカーノ・ファミリーの幹部の一人でダウンタウン地区を支配している。数学の天才で帳簿の管理や資金洗浄を担当している。ダウンタウンにあるホテルの最上階に住んでいて籠り気味である。ヘマをした手下には直接赴いて制裁をするなど、冷酷さに合わせ行動力をも兼ね備えている。
フランク・パガー二
マルカーノ・ファミリーの幹部の一人でティックフォー港地区を支配している。タナジャー号と呼ばれる船を使い密輸をしている。結婚していて妻と3人の娘がいる。
エンツォ・コンティ
最古参のマルカーノ・ファミリーの幹部の一人でバークレーミルズ地区を支配している。義理堅く仁義を重んじる昔気質のギャングでサミーやエリスとは旧知の仲。サルのカジノ建設計画を好くは思っていない。最初は電話越しにリンカーンに敵対心を露わにしていたが直接会い、誰か気付くや否や態度を翻した。
リッチー・ドゥーセ
デルレイ・ホロウを任されているディキシー・マフィアのリーダーでエリスを殺害した人物。黒人を攫っては犬を放ち人間狩りを行っている。ダストと呼ばれる薬物を広めている。自身の縄張りのビジネスを抑えられたことでリンカーンに追い詰められてしまい、更にジョルジが自身を殺すと騒いでいることを知りダストをかき集めて手下と廃墟の遊園地に逃げ込みジョルジと話を付けるまでの間隠れていようとした。しかし手下の一人が自身の居場所をリンカーンにバラしてしまったことで遊園地に攻め込まれ手下は全滅させられ、自身も応戦したが負傷した。負傷し意識が朦朧とする中で引きずられ、最初はリンカーンに反抗していたが復讐と知るや否や命乞いをし始めたが聞き入れてもらえず、観覧車を用いて絞殺された。リンカーンはリッチーの死を「奴はエリスを殺した。当然の報いだ」とカサンドラに言い放った。
マイケル・グレコ
リバー・ロウを任されているサル・マルカーノの義理の甥っ子。22歳(1968年の時点)。甥っ子だが血縁ではない。経済的に追い込まれているヴィトにさらなる追い打ちを掛けるため、サルによってリバー・ロウに送られた。サルには成長株として見られているが、実際には自身の失敗を他人に擦り付けているたげの無責任者。自身の手下からも「頭がおかしい」などと人望があまり無い。過度な薬物の摂取で度胸がつかないようになった。リンカーンとヴィトはグレコが娼婦を招いて遊んでいる最中の所を襲撃して身柄を抑えようとしたが、一足先に愛想をつかしたサルの手下に襲撃されたためリンカーンの愛車を奪い逃走した。しかし途中で車を破壊された上にリンカーンの蹴りを食らい気絶した。気絶した後はトランクに入れられてヴィトの拠点に連れていかれ、そこで拷問されヴィトに金槌で叩かれ再び気絶した。その後はヴィトの手によっておそらく魚の餌に加工された。
ブッチャー・バルビエリ
ポワント・ベルダンを任されている用心棒でサディスト。フルネームはローマン・ブッチャー・バルビエリ。トーマス・バーグの片足を負傷させた人物。手下からも恐れられている。自身のラジオ番組を待っている。バークの電話での宣戦布告を受け、自身はAKで武装し手下を引き連れてバークの鉄工場に攻め込むが、手下は全滅させられ自身も傷を負った。バークをののしったことでリンカーンに奪われたAKの銃床で殴られ気絶した。マグワイアのインタビューでブッチャーのその後は80年代半ばに沈んでいた車のトランクに両足の骨を砕かれた状態の白骨死体をミシシッピ川を浚っていた陸軍に発見されたと答えた。

### その他
レオーネ・“レオ”・ガランテ
ヴィンチ・ファミリーの相談役(コンシリエーリ)で、コミッションの一員。81歳(1968年の時点)。前作『Mafia 2』から引き続き登場し、本作にも重要な場面で現れる。前作のラストの後、ヴィトを生かすためにコミッションへ取引を持ちかけて彼をニューボルドーへ送り、マルカーノ・ファミリーで働けるように計った。1967年3月7日から6月14日まで、ヴィトから暗号化されたポストカードを受け取り、情報を得ていた。ヴィトにとってはマフィアの世界における父親代わりのような人物。
レミー・デュヴァル
ラジオで有名な南部出身の名士。白人至上主義者であり黒人差別主義者。カジノ建設の中核を担う人物。南部出身であることに誇りを持っている。フリスコ・フィールズに長年住んでいて、それだけでその土地の守護者だと思い込んでいる。かなり筋金入りの差別主義者で主人公を含む黒人のみならず、サル含むイタリア人も煙たく思っている。
ホールデン・コーネリウス
ニューボルドーの判事。60歳(1968年の時点)。第5巡回区控訴裁判所に赴任している。賭博合法化の中核を担う人物。黒人絡みの事件には圧力を掛け、黒人と白人との事件には露骨に白人を贔屓するなど、判事でありながらも公平さに欠けた対応をしている。
アルバレス
キューバ出身の偽札作りの専門家。カストロの下で偽札作りをしていた経験を持つ。カジノの資金計画の中核を担う人物。マルカーノ・ファミリーに白羽の矢を立てられ、ニューボルドーに連れてこられた。
サンタンジェロ
ジョルジにダストを卸していた人物。

## 兵士
ここでは一般の雑魚の敵を「兵士」として説明する。
マルカーノ・ファミリー
- ピストル兵

主にピストルやリボルバーで武装している。火炎瓶や手榴弾を投擲してきたり、落ちている武器を拾い応戦してくることもある。
外見はポロシャツやカッターシャツの上にレザージャケットを着ている。手袋をしている者もいる。
- ショットガン兵

主にショットガンで武装している。
外見はカッターシャツを着ていて、袖を上腕まで巻き、ハットを被っている。ジレを着ている者やサスペンダーを使っている者もいる。
- マシンガン兵

主にマシンピストルやサブマシンガン、アサルトアイフルで武装している。。
外見はネクタイを巻いるカッターシャツの上にスーツジャケットを着て、ハットを被っている。トレンチコートを着ている者やスーツジャケットの下にジレを着ている者もいる。
- ライフル兵

主にライフルで武装している。
外見はネクタイを巻いるカッターシャツの上にジレを着て、袖を上腕まで巻き、ハンチング帽を被っている。

## 開発
本作が復讐劇になった理由として、本作のエグゼクティブ・プロデューサーのデンビー・グレイスは前作とは異なるストーリーラインにしたかったとされている。また、キャラクターの演技をリアルにするため、従来のゲームでは一人ひとり別々にアクションしていたものを、セットを作り複数の俳優が同時に演技したものをキャプチャーしている。